# 吕树江
吕树江（1962年10月—），辽宁凌源人，蒙古族，中华人民共和国地方官员、第十二届全国人民代表大会辽宁地区代表。
毕业于北京师范大学管理学院经济管理专业。1981年8月，参加工作。1985年8月，加入中国共产党。2013年，被选为全国人大代表。2019年时，任中共朝阳市委常委，喀左县委书记，朝阳喀左经济开发区党工委书记、管委会主任。